# Giraffenklavier

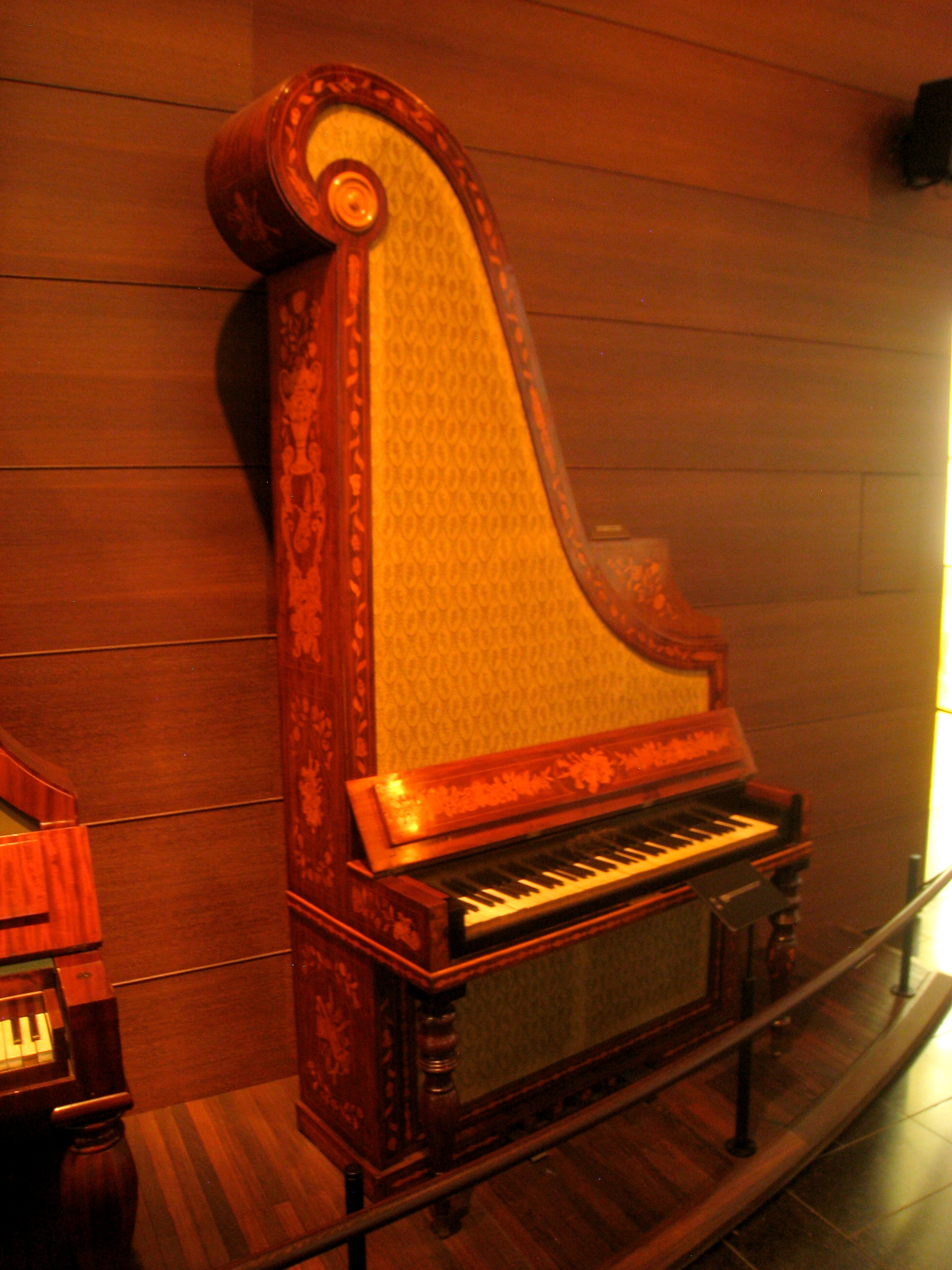
Johannes Van Raay and son: Amsterdam, um 1835 (Musical Instrument Museum, Brüssel)

Das Giraffenklavier ist ein weiterentwickeltes Harfenklavier, dessen Resonanzraum aufrecht nach oben steht.
Es sieht aus wie ein hochgestellter, aufrecht stehender Flügel, dessen Saiten in einem vertikal stehenden, einseitig gewölbten Gehäuse verlaufen. Giraffenklaviere gehören zu den Hammerflügeln und waren am Anfang des 19. Jahrhunderts in Gebrauch.
Als Erfinder des Forte-Piano en Giraffe gelten die Wiener Klavierbauer Joseph Wachtl, Jakob F. Bleyer und Martin Seuffert, die erste Instrumente dieser Art um 1805 bauten. Dokumentiert ist ein Streit um die Urheberschaft, innerhalb dessen Bleyer in der Allgemeinen Musikalischen Zeitung vom November 1811 eine Historische Beschreibung der aufrechtstehenden Forte-Pianos veröffentlichte, in der er schreibt:

„Jeder Erfinder hat das Recht, es auf seinem Produkte anzuzeigen, dass er der Erfinder sey, indessen ist es lächerlich, wenn jemand durch ein schlecht gelungenes Machwerk sich eine Ehre als Erfinder verspricht.
Wenn aber jemand die Erfindung eines anderen nachahmt und sich die Ehre der Erfindung zueignen will, so ist diess nicht blos lächerlich, sondern auch dummdreist. *) Diese lächerliche – dreistigkeit begeht der hiesige Klaviermacher Martin Seufert; er ahmt unsere Erfindung nach, und schreibt auf jedes Namensschild: Erfunden von Martin Seuffert in Wien. Ich wünschte doch zu wissen, was ihn zu dieser elenden Anmassung berechtigt??“

Seuffert erwiderte ein halbes Jahr später im gleichen Blatt als Rechtfertigung:

„Bleyer […] trat mit mir und Wachtl vor 7 Jahren in gemeinschaftlichem Verkehr, wir arbeiteten an der Erfindung neuer Mechanik und besserer Gestalt der aufrechtstehenden Fortepianos, brachten sie durch vereintes Nachdenken und Bestreben auf jenen Grad von Vollkommenheit, der in der erwähnten Schilderung im Intelligenz-Blatte hinlänglich auseinander gesetzt wird, und setzten als gleiche Theilhaber am ganzen Unternehmen unsere Namen gemeinschaftlich auf Annoncen und Schilder.
Während dieses sechsjährigen Vereins hat sich Bleyer nie verleiten lassen, allein der Erfinder dieser Verbesserungen seyn zu wollen […]“

Aufrecht stehende Hammerflügel kannte man bereits Ende des 18. Jahrhunderts. Um 1800 wurde beispielsweise die Ditanaklasis gebaut. Bleyer bemängelte die Qualität der Arbeiten seiner Vorgänger, welche Instrumente gebaut hätten, die „nur als Leckerbissen ganz selten aufgetischt“ wurden und denen man „ordentlich die Schweisstropfen des Erfinders“ ansah. Er nahm für seine Werkstatt in Anspruch, die ersten brauchbaren Instrumente des vertikalen Typs hergestellt zu haben, deren erstes ein pyramidenförmiges Gehäuse hatte – die asymmetrische Form fand erst bei den nachfolgenden Modellen Verwendung.